# Oulech
 (juin 2024).
Oulech (en russe : Улеш) est un village du raïon de Kiknour de l'oblast de Kirov en Russie européenne. Sa population s'élevait à 62 habitants au recensement de 2010.

## Géographie
Oulech est située dans l'oblast de Kirov, un sujet de la Russie, dans le district fédéral de la Volga. Le village se trouve dans le raïon de Kiknour, un raïon du centre de l'oblast,. 
Oulech, comme tout l'oblast de Kirov, est située dans le fuseau horaire MSK (heure de Moscou). Le décalage horaire appliqué par rapport au temps universel coordonné est +03:00.

## Démographie
Recensements (*) et estimations de la population,:
| 2002 * | 2010* | - | - |
| ------ | ----- | - | - |
| 100    | 62    | - | - |

## Culture locale et patrimoine
Le village possède l'église de Pierre-et-Paul de 1822, qui est classée comme monument d'urbanisme et d'architecture de l'oblast.